# Người Hoa tại Thành phố Hồ Chí Minh

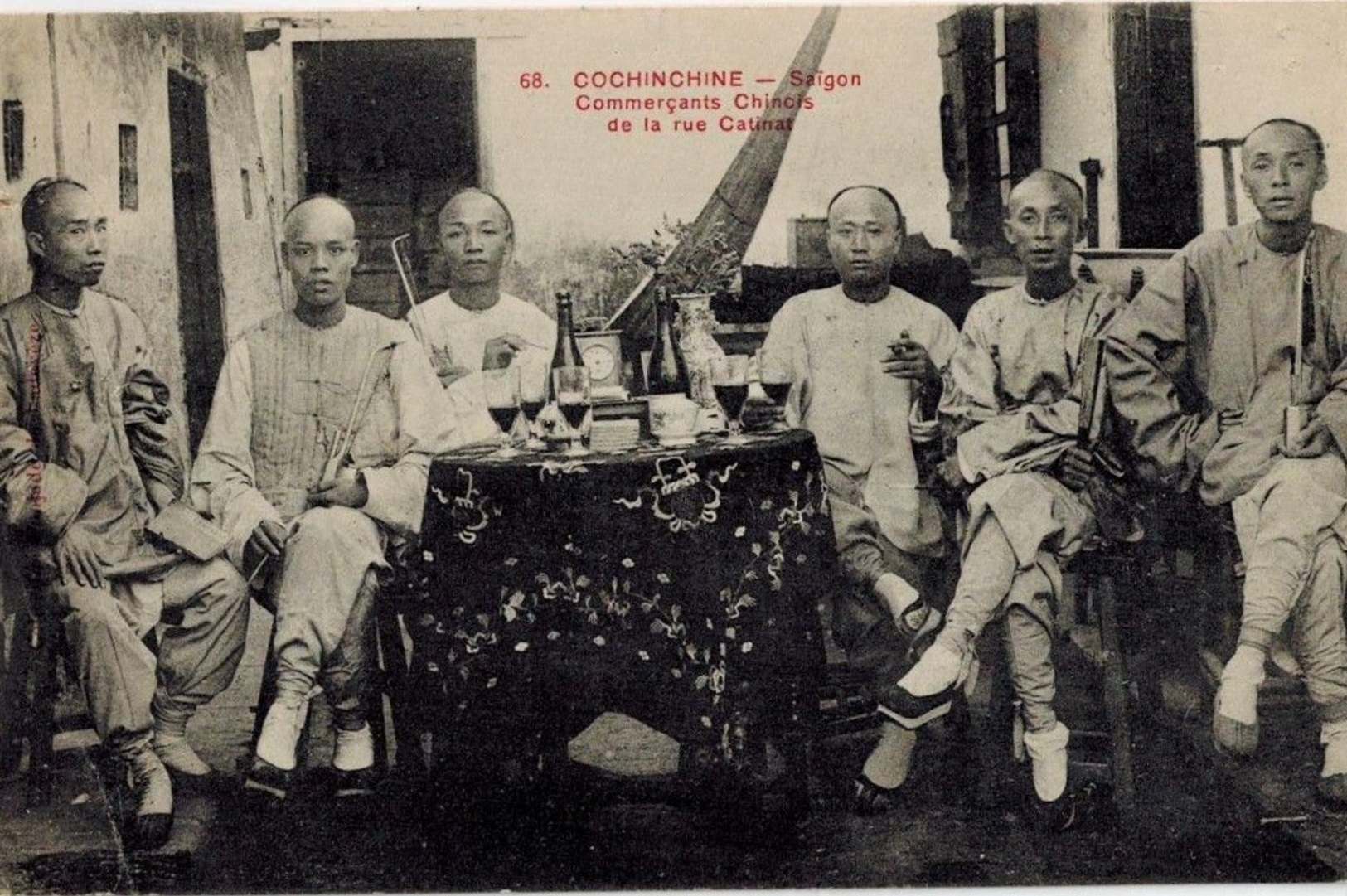
Người Hoa ở Sài Gòn vào đầu thế kỷ 20

Người gốc Hoa sống tại Thành phố Hồ Chí Minh tập trung ở quận 5, quận 6, quận 8, quận 10 và quận 11.
Theo Điều tra 53 dân tộc thiểu số năm 2019, có khoảng 750.000 người Hoa đang sinh sống ở Việt Nam, trong đó hơn 500.000 đang ở Thành phố Hồ Chí Minh.
Người Hoa di cư đến Việt Nam vào những thời điểm khác nhau, sớm nhất từ thế kỷ 16 và kéo dài cho đến nửa đầu thế kỷ 20. 

## Lịch sử
Vào nửa sau thế kỷ 15, nhà Hậu Lê đem quân đánh chiếm Chiêm Thành, Hội An thuộc quyền Chiêm Thành là một trong những thương cảng giao dịch quan trọng ở Đông Nam Á. Hội An dưới sự cai trị của Chúa Nguyễn vẫn duy trì các đặc sắc của một thương cảng buôn bán với nước ngoài. 
Vào thời điểm đó, tham gia buôn bán tại Hội An gồm có các thương nhân Bồ Đào Nha, nhà Minh, Nhật Bản, Đài Loan, Hà Lan và các nơi khác. Hầu hết người thời nhà Minh đã đến Hội An nhân gió mùa đông bắc vào mùa đông, và sau đó lợi dụng gió mùa tây nam vào mùa hè để trở về Trung Quốc, có quan điểm cho rằng người Việt còn gọi họ là người Tàu, trong tiếng Việt “người Tàu” có nghĩa là “người đến bằng thuyền”.
Nơi mà các thương nhân Đại Minh buổi đầu tụ tập với nhau tại Hội An được gọi là “Cửa khẩu khách Đại Minh” (大明客􃂛, phiên âm là Đại Minh khách khẩu), về sau được gọi là Phố Đại Đường (大唐街, phiên âm là Đại Đường nhai), tất cả đều là nơi cư trú tạm thời. 
Thế hệ người Hoa đầu tiên di dân vào miền Nam Việt Nam là những người Hán theo phong trào Phù Minh diệt Thanh (hay Phản Thanh phục Minh), tức những người theo nhà Minh, không thuần phục nhà Thanh. Các nhóm được 2 danh tướng Trần Thượng Xuyên và Dương Ngạn Địch dẫn dắt đến khu vực này dưới thời các chúa Nguyễn. Kể từ khi nhà Minh diệt vong, ngày càng có nhiều người nhà Minh chuyển đến Hội An để tránh chiến tranh hoặc không cam lòng thần phục Mãn Thanh. Vào thời điểm đó, vùng đất Quảng Nam của Chúa Nguyễn cách xa nhà Thanh, và không có áp lực nào từ cuộc xâm lược của quân Thanh. Do đó, chúa Nguyễn chào đón người nhà Minh, nhằm sử dụng tài nguyên của họ để chiến đấu chống lại chúa Trịnh và thúc đẩy sự khai thác cương vực phương nam.
Theo ghi chép trong tập thứ năm “Đại Nam Thực lục tiền biên” của sử quan nhà Nguyễn, thì tổng binh Long Môn Dương Ngạn Địch và tổng binh Cao Lôi Liêm Trần Thượng Xuyên và những người khác vào năm 1679 đã đưa hơn 3.000 binh sĩ đến cậy nhờ chúa Nguyễn lúc ấy. Chúa Nguyễn phong quan cho bọn Trần Thượng Xuyên và những người khác và chịu trách nhiệm việc khai khẩn miền Nam, gồm cả Gia Định, Định Tường, và Biên Hòa, v.v., 
Theo sách “Minh Hương Gia Thịnh đường”, còn được gọi là Minh Hương Hội quán, tại Thành phố Hồ Chí Minh, thì Dương Ngạn Địch và cộng sự có thể đã đặt chân đến Việt Nam vào năm 1683.
Năm 1698, chúa Nguyễn lập phủ Gia Định và cho phép những người di cư định cư. Đồng thời lập ra Minh Hương xã ở vùng Tàu Hủ - Bến Nghé thuộc Phiên Trấn và Thanh Hà xã thuộc Trấn Biên. 
Chúa Nguyễn đã ban đặc ân cho người Minh được lập quê hương thứ hai tại Việt Nam, nghĩa là thành lập một tổ chức  thôn xã đặc biệt có tên là “Minh hương xã” (明香社). Ý nghĩa của “Minh hương xã” là “giữ gìn hương hỏa nhà Minh”. Từ đó nhóm người Hoa di cư còn được gọi là người Minh Hương.
Trong cuộc giao tranh giữa nhà Tây Sơn với Nguyễn Ánh, khoảng những năm 1776-1788, vùng Cù lao Phố (Biên Hòa) và Sài Gòn đã bị tàn phá nặng nề khiến sinh hoạt và thương mại của người Hoa khu vực này bị đình trệ.
Đến thời kì trung hưng (1788), người Hoa Thanh Hà trở lại Cù Lao Phố rất ít mà đa phần đã chuyển đến định cư ở khu phố Hoa Sài Gòn (khu Chợ Lớn ngày nay), biến nó trở thành điểm tập trung người Hoa đông đảo, sầm uất nhất miền Nam Việt Nam. 
Năm 1807, vua Gia Long đã ra lệnh thành lập “Minh Hương xã” trong cả nước để quản lý con cháu của nhà Minh và biên nhập hộ tịch cho họ. Đến khi vua Minh Mạng tức vị năm 1827 thì bắt đầu đổi Minh hương (明香 - Hương hỏa nhà Minh) thành Minh hương (明鄉) tức là người sống trong các hương (xã) của người Minh, và nhập tịch Việt Nam.
Như vậy, xét về nguồn gốc di cư, người Hoa tại Chợ Lớn có thể được phân ra thành hai nhánh khác nhau. Một là người Hoa Minh Hương như đã nói trên, họ lập gia đình với người Việt, hội nhập văn hóa và ngôn ngữ. Hai là người Hoa Thất Phủ, tức là người Hoa đến từ 7 phủ thuộc 3 tỉnh của Trung Quốc, đến đây để làm ăn buôn bán do nhận thấy sự trù phú, giao thương phát triển của khu vực.

### Những nơi lập cư đầu tiên
Sự nhập cư của người Hoa trước hết là kết quả của cuộc di cư trong miền Nam Hải, sau khi nhà Thanh lật đổ nhà Minh. Hậu quả của sự thiết lập nhà Thanh là nhiều xáo trộn xảy ra trong các tỉnh miền Nam Trung Hoa, nhiều nhóm người tới tình nguyện phục vụ cho các vua chúa bản xứ Đông Nam Á, góp công vào việc khai khẩn đất hoang, được cử cai quản các lãnh thổ mới sáp nhập. 
Trong số cựu thần nhà Minh phải lánh nạn, không phải chỉ có thương gia, mà còn có những binh lính, nhà nho, tăng sĩ, nghệ sĩ và thầy thuốc. 
Năm 1679, có 70 chiến thuyền chở 3.000 người cùng gia đình, do Dương Ngạn Địch và Trần Thượng Xuyên lãnh đạo, đã vào vịnh Đà Nẵng xin thần phục chúa Hiền (Nguyễn Phúc Tần, 1648-1687). Chúa khiến họ vào vùng Đông Phố (lưu vực Đồng Nai), tại đó họ định cư thành hai nhóm, vào tháng 12 tháng 1682 và tháng 5 năm 1683.
Người Hoa đến đàng Trong và được chúa Nguyễn đồng ý cho cư trú tại Cù lao Phố, Gia Định và một số địa điểm khác ở Nam Bộ. Cù lao Phố là một cù lao trên sông Đồng Nai, ngày nay thuộc thành phố Biên Hòa. Người Hoa đã lập chợ buôn bán, phố xá đông đúc ở đây. Năm 1778, quân Tây Sơn đã đàn áp những người Hoa ở Cù lao Phố do họ đã ủng hộ Nguyễn Ánh, việc đàn áp lại diễn ra vào năm 1782. Do đó, năm 1778, người Hoa từ Cù lao Phố đã chuyển đến Chợ Lớn mà người Hoa gọi là "Đề Ngạn".
Là những người kiên quyết và lắm khả năng, các vị chỉ huy người Hoa nói trên đã nhanh chóng góp phần đặt nền móng cho các thành thị đầu tiên ở miền Nam Việt Nam, như Đồng Nai đại phố (tức Đại phố châu, nay là Biên Hòa), Gia Định đại phố và Mỹ Tho đại phố. 
Trong tác phẩm Gia Định thành thông chí của Trịnh Hoài Đứccó viết: 
“Họ trồng lúa, phá rừng, mở tiệm và lập chợ. Nhờ các sinh hoạt và giao thương của họ, mọi loại thương thuyền không ngớt tới lui từ Trung Hoa, Tây Dương, Nhật Bản, Nam Dương”.
Các trung tâm định cư người Hoa phối hợp hai hoạt động, vừa là căn cứ quân sự, vừa là vị trí doanh thương, mà dân số tăng nhanh với sự thịnh vượng thương nghiệp mang lại. Cơ cấu hành chính Việt Nam đầu tiên được chính thức thiết lập vào năm 1698, khi vùng Gia Định được lập thành phủ bao gồm hai dinh Trấn Biên (Biên Hòa) và Phiên Trấn (Gia Định).
Vua Gia Long của nhà Nguyễn, để trả ơn sự giúp đỡ của những người nhập cư trong cuộc tranh đấu của ông giành lấy ngôi vị, đã có một chính sách rất cởi mở đối với người gốc Hoa. Những người này được hưởng những quyền lợi ngang với người Việt Nam mà lại không có những nghĩa vụ tương đương, vì họ được miễn khỏi quân dịch và các thứ sưu dịch có định kỳ. Nhiều con cháu của những người nhập cư đã trở thành những thần dân gương mẫu, một số người đã làm đến các chức thượng thư của hoàng đế, mà nổi tiếng nhất là Ngô Nhân Tịnh và Trịnh Hoài Đức. Ngô Nhân Tịnh là cháu nội của một người nhập cư gốc tỉnh Quảng Đông sinh ở Gia Định, còn Trịnh Hoài Đức có cha gốc Phúc Kiến, sinh ở Biên Hòa. Sau khi giữ chức hiệp trấn ở Gia Định, Ngô Nhân Tịnh được thăng làm Thượng thư bộ Công ở Huế. Trịnh Hoài Đức cũng đã từng giữ chức hiệp trấn ở Gia Định, sau đó được hoàng đế triệu về Huế để làm chức Thượng thư bộ lễ. Ngoài ra, dưới danh hiệu tiến sĩ của triều đình, Trịnh Hoài Đức còn giữ chức Thái phó của hoàng tử Cảnh. Khi mất, cả hai đều được ban tế nhiều huân dự và được làm lễ quốc tang. 
Dưới thời Vua Minh Mạng (1791-1840) đã không tiếp tục ưu đãi người gốc Hoa như trước. Dưới triều đại của ông (1820-1840), lần đầu tiên người ta phân biệt giữa những người nhập cư và con cháu của người nhập cư, ít ra là về phương diện thuế khóa. 
Từ năm 1820, một thứ thuế cư trú mới được thiết lập, đánh trên tất cả mọi người nhập cư Trung Hoa. Mặt khác, chế độ thuế khóa bình thường được cải tổ thế nào mà những người nhập cư phải đóng những phần suất nặng nhất trong các thứ thuế và phụ thu đang lưu hành. Con cháu những người nhập cư, hay người Minh Hương có được chiếu cố, nhưng họ vẫn không có được những quyền lợi ngang với người bản địa. Có lẽ nhằm vào việc đồng hóa một cách từ từ người Minh Hương với dân chúng bản xứ. Từ ngữ “Minh Hương” mà ý nghĩa nguyên thủy là làng của những người Minh, từ đó bắt đầu mang một ý nghĩa mới là “con cái sinh ở Việt Nam mà cha là người nhập cư Trung Hoa mẹ là người Việt Nam”. Định nghĩa này cho đến ngày nay vẫn còn có giá trị. 
Năm 1842, hoàng đế Thiệu Trị (trị vì 1841-1847) ra lệnh thành lập những nhóm Minh Hương ở tất cả các địa phương có trên 5 miêu duệ (thế hệ nối dõi) của người nhập cư Trung Hoa. Những thành viên của các nhóm này phải khai báo căn cước của họ, không được cắt tóc hoặc cột tóc thành đuôi sam theo tục lệ người Mãn Châu. Họ cũng bị cấm không được cư trú trong những khu vực dành riêng cho những người mới nhập cư. Năm 1843, một chỉ dụ của hoàng đế cấm người Minh Hương và mọi thành viên trong gia đình của họ không được trở về Trung Quốc. Ít người nhập cư có thể đem gia đình theo họ. 
Phần đông họ lập gia đình tại nơi sinh sống bằng cách cưới một người vợ Việt Nam, ngay cả những người đã có vợ và để vợ ở lại Trung Quốc cũng tìm chọn một người vợ lẽ, vì tục đa thê được cho phép ở thời phong kiến Quốc cũng như Việt Nam.

## Đóng góp kinh tế thời Pháp thuộc
Thomas Engelbert cho rằng mặc dù Sài Gòn là cảng lớn nhất ở Đông Dương nhưng Chợ Lớn là “thủ đô lúa gạo”, là cơ sở tạo ra sự thịnh vượng cho cả Đông Dương. Vào năm 1913, có 10 nhà máy xay lúa hoạt động ở Chợ Lớn, trong đó có 8 nhà máy là của người Hoa và 2 nhà máy là của công ty Đức-Pháp Speidel Cie. 
Đến năm 1931, thì có khoảng 75 nhà máy xay lúa ở Chợ Lớn, trong đó có 3 nhà máy là của người Âu, số còn lại là của người Hoa; 8 trong số các nhà máy này có sản lượng mỗi ngày là 1800 tấn. Những trung tâm khác có nhà máy xay lúa là Long Xuyên, Cần Thơ, Rạch Giá và Sóc Trăng. Trong khi đó ở Hải Phòng, năm 1913 chỉ có hai nhà máy xay lúa do người Âu làm chủ nhưng đến năm 1931 thì thuộc về công ty người Hoa, và hai nhà máy này cung cấp cho toàn Bắc Kỳ.
Người Hoa đã xây bảy nhà máy nhỏ trong năm 1925 và ba (trong đó có một nhà máy lớn) trong năm 1926. Tuy vậy có ba nhà máy khác đã phá sản. Người Việt Nam cuối cùng cũng đã có bốn nhà máy nhỏ năm 1925 và ba nhà máy năm 1926. Ngoài ra có nhu cầu rất lớn mở các nhà máy xay lúa mới chạy bằng động cơ điện hay bằng khí ga đã được nhận thấy trong vài năm trước đó. Năm 1928 cũng là năm chợ mới (Bình Tây) được khánh thành mở rộng hoạt động thương mại của thành phố Chợ Lớn.
Nguồn lúa từ Campuchia qua thành phố Phnôm Pênh cũng là nguồn quan trọng cho các nhà máy xay lúa ở Chợ Lớn và xuất khẩu qua cảng Sài Gòn. Năm 1921, Campuchia thu hoạch được 650.000 tấn lúa. Trong đó có khoảng 214000 tấn lúa và 6000 tấn gạo được xuất khẩu qua Nam kỳ mà 190.000 tấn là được chuyên chở qua đường sông nằm hầu hết trong tay người Hoa.
Trong khoảng thời gian này, người Hoa là những người đóng thuế nhiều nhất ở Nam Kỳ. Năm 1911, ngân sách Nam Kỳ là khoảng 5.3 triệu đồng bạc Đông Dương (piastre), trong đó 1.4 triệu đồng (hơn một phần tư) là tiền thuế cá nhân từ những người Hoa, mặc dù họ chiếm chỉ có 4% dân số ở Nam kỳ.

## Vị trí thương mại người Hoa trong thời Pháp thuộc
Trong xã hội người Hoa, một nhóm nhỏ nhà buôn giàu có và tư sản mại bản đứng đầu. Đa số họ là những người Hoa đã định cư lâu và thành công như gia đình gốc Phúc Kiến Hứa Bổn Hòa (chú Hỏa), Quách Đàm (Triều Châu), Vĩnh Sanh Chung (Triều Châu), Vương Thái (Quảng Đông) và Tạ Mã Điền (người Hoa từ Java gốc Phúc Kiến). Một số trong họ đã hợp tác với người Pháp từ những năm đầu, làm thầu xây dựng hay tiếp tế cho chính quyền và quân đội Pháp, hay sau đó làm đại diện thương mại cho các ngân hàng Pháp hay nước ngoài và phát triển trong lãnh vực thương mại có nhiều lợi nhuận như lúa gạo qua hệ thống thu mua lúa ở các tỉnh miền Nam và Campuchia.
Năm 1927, Quách Đàm là một trong hai thương gia về gạo có thế lực nhất ở Chợ Lớn. Ông là chủ công ty buôn bán gạo và xay lúa Thông Hiệp và bốn tàu biển chạy bằng hơi nước. Ông xây dựng chợ Bình Tây, nhập tịch Pháp và được huy chương “Chevalier de la Légion d’Honneur”. Khi ông mất năm 1927, con của ông là Quách Khôi thay thế ông quản lý công ty. Vĩnh Sanh Chung ở Sài Gòn làm chủ hai tàu chuyên chở hàng hóa giữa Sài Gòn và thương cảng Sán Đầu ở Quảng Đông, Trung Quốc.
Ngoài ra còn có các đại diện thương mại người Hoa trong vùng Đông Nam Á. Hai đại diện thương mại Hoa kiều gốc Hồng Kông quan trọng ở Sài Gòn trong năm 1927 là Hoàng Lâm Hinh và Diệp Bách Hành. Họ là giám đốc chi nhánh Sài Gòn của ngân hàng Bank of East Asia Ltd. Diệp Bách Hành cũng là đại diện thương mại cho ngân hàng Banque de l’Indochine. Ban giám đốc điều hành chi nhánh Sài Gòn của Bank of East China gồm có Tank Ke (đại diện thương mại của ngân hàng Chartered Bank of India and Australia Ltd), Tang Tang Huan (đại diện thương mại ngân hàng Banque Franco-chinoise), Ngo Khon hay Ngo Chi Hung (đại diện Banque de Sài Gòn), Du Xuong (đại diện ngân hàng Nhật Yokohama Specie Bank) và Chuan Le (đại diện ngân hàng Hongkong and Shanghai Banking Corporation).
Theo tư liệu tài chánh của ngân hàng HSBC (Hong Kong Shanghai Banking Corporation) có chi nhánh ở Hải Phòng và Sài Gòn thì các công ty gia đình Ban Hong Guan, Guan Hong Whatt, Ngy Cheong Seng, và Yeu Cheong Yam trong giai đoạn từ 1897 đến 1929 sở hữu khoảng ba phần tư các nhà máy xay xát lúa ở Sài Gòn và hầu như hoàn toàn hệ thống chuyên chở lúa trên sông rạch.
Qua sự thành công của người Hoa ở thương trường và công nghệ đầu thế kỷ 20, ông Gilbert Trần Chánh Chiếu người cùng sáng lập tờ báo “Nông Cổ Mín Đàm” năm 1901 và tờ “Lục Tỉnh Tân Văn” (1907) phát động phong trào Cuộc Minh Tân (dịch nghĩa: cuộc là công cuộc, Minh Tân là minh đức, tân dân) cổ xúy người Việt Nam tham gia thương mại, kỹ nghệ cạnh tranh với người Hoa, Pháp và Ấn từ năm 1905.
Năm 1908, ông cùng nhiều người Việt giàu có và khá giả đa số là điền chủ và công chức ở khắp Nam kỳ Lục tỉnh lập ra công ty Nam kỳ Minh Tân Công nghệ tại Sài Gòn với điều lệ gần giống như các công ty Pháp. Nam kỳ Minh Tân công nghệ lập ra các xưởng dệt, da, xà bông, khách sạn (Minh Tân ở Mỹ Tho, Nam Trung ở Sài Gòn) mướn và dạy các người Việt trẻ làm công nghệ, thương mại. Nhiều tổ chức khác hưởng ứng phong trào, trong đó có ông Nguyễn An Khương (cha của Nguyễn An Ninh) mở Chiêu Nam lầu ở Đại lộ Charner (nay là đường Nguyễn Huệ) cho người Việt Nam, hai lầu dưới là tiệm ăn, ở trên là khách sạn. 
Tờ “Lục Tỉnh Tân Văn” kêu gọi cạnh tranh thương mại và công nghệ và luôn cả phong trào tẩy chay hàng quán, hàng hóa người Hoa gọi là “tẩy chay Chi-noa”. Phong trào Minh Tân cổ vũ người Việt bỏ thói hư tật xấu hay quan liêu không kiên nhẫn trong thương trường:
“Người Huê kiều rất nhẫn nại, tiết kiệm từng xu, lúc đi bổ hàng (mua hàng hóa) thì đích thân bơi xuồng, đạp xe máy, tới chợ thì ít ăn uống, lúc ở tiệm gặp khách vào mua một hai xu, người chủ vẫn sẵn sàng buông đũa để bán. Người Việt ít tiết kiệm, ăn xài to khi ra chợ, tánh tình lại quan liêu”.
Và diễn tả cảnh sinh hoạt của người Hoa ở Chợ Lớn như sau:
“Người Thanh ở đó dư muôn
Làm ăn nghề nghiệp như nguồn nước sung
Kẻ nghèo lãnh việc làm công,
Người giàu giúp sức không lòng ghét nghi.
Trước sau tin cậy phải nghì,
Chẳng hề tham lạm, chẳng khi ngại tình.
Hùn nhau thương mãi kinh dinh,
Thường niên tính sổ phân minh vốn lời.
Nước Nam nhơn tánh ở đời,
Ghét người thắng kỷ, sợ người hóa nghi.
Vậy nên các hãng công ty,
Nhát gan nhỏ bụng, ít khi lập thành.”

## Sau Thế chiến thứ nhất
Sau thế chiến thứ nhất, hai sự kiện chính trị có ảnh hưởng đến người Hoa ở Nam Kỳ đó là phong trào tẩy chay hàng quán người Hoa lần hai năm 1919 và sự kiện Candelier ("Affaire Candelier") năm 1924.
Phong trào tẩy chay mua hàng lần 2 ở các cửa tiệm, hàng quán do người Hoa làm chủ ở Sài Gòn - Chợ Lớn giống như các cuộc tẩy chay chống Nhật và chống Anh xảy ra ở Trung Quốc vào cùng thời gian. Những người Việt Nam lãnh đạo phong trào tẩy chay này và trước đó đa số cũng là những người có học thuộc gia đình khá giả hoặc giàu có như điền chủ, thương gia lúa gạo, chủ khách sạn...
Nguyên do khởi đầu của phong trào tẩy chay là qua một sự kiện xảy ra ở một quán cà phê ở Sài Gòn. Chủ tiệm là một người Hoa tăng giá cà phê từ 2 centimes (xu) lên 3 centimes (xu). Các tờ báo, nhất là tờ báo tiếng Pháp “Tribune Indigène” (Diễn đàn bản xứ) của Nguyễn Phú Khai, một kỹ sư học ở Pháp về nước năm 1915, khởi động phong trào tẩy chay thương mại người Hoa. Trước đó ông Nguyễn Phú Khai đã không thành công trong sự cạnh tranh với các nhà máy xay lúa của người Hoa ở Mỹ Tho. Sau khi một nhóm người Hoa biểu tình trước trụ sở tờ báo “Tribune Indigène” và đập phá, thì phong trào tẩy chay lan từ Nam Kỳ đi khắp Đông Dương, nhất là ở Hà Nội, trước khi Toàn quyền Maurice Antoine François Monguillot cuối cùng phải có biện pháp hạn chế lại.
Phong trào tẩy chay này không có ích và không đạt được kết quả quan trọng gì, là một bài học cho tất cả mọi người, kể cả người Việt và Hoa, mà sau này qua sự kiện Candelier (”Affaire Candelier”) họ đều thấm nhuần và do đó đã xử lý khác đi. Năm 1924, Văn phòng cảng Sài Gòn, một bộ phận của chính quyền Thống đốc Nam Kỳ Maurice Cognacq, muốn cho thuê trong hai mươi năm lợi nhuận thuế cảng, cộng với sự độc quyền chuyên chở gạo và ngô ở cảng Sài Gòn cho tổ hợp thương mại Pháp Homberg-Candelier. Ông Cognacq đưa ra hai lý do: "thu hút vốn để phát triển cảng và phá vỡ được sự độc quyền của các thương gia lúa gạo người Hoa ở cảng Sài Gòn".
Khi được đưa ra biểu quyết ở Hội đồng Quản hạt (Conseil Colonial), đa số các đại biểu Pháp ủng hộ, chỉ có bốn đại biểu Pháp (những hội viện cạnh tranh của Phòng Thương mại Sài Gòn) và ba đại biểu người Việt chống lại. Hai trong số ba đại biểu người Việt này là ông Nguyễn Tấn Dược và Nguyễn Phan Long, sau đó mở ra chiến dịch vận động chống lại sự độc quyền này, nhất là trong hai tờ báo tiếng Pháp của Đảng Lập Hiến, là tờ “Tribune Indigène” (Diễn đàn bản xứ) và tờ “Echo Annamite” (Tiếng vọng An Nam).
Hai tờ báo này phản đối quyết định của Cognacq cho Homberg-Candelier thuê độc quyền này là tham nhũng, không phải có mục đích tốt đẹp phá vỡ độc quyền thương mại của người Hoa chi hết, bằng cách vạch rõ ra là sự độc quyền chuyên chở gạo và ngô ở cảng Sài Gòn là thực sự không có. Thêm nữa ông Nguyễn Phan Long cũng cho rằng người Việt nên học và bắt chước người Hoa trong thương trường thay vì chống lại họ. Điều này cho thấy một số người Việt đã học hỏi được kinh nghiệm sau cuộc tẩy chay người Hoa vào năm 1919. 
Ủy ban Cộng hòa Cấp tiến và Xã hội ở Nam Kỳ có ra tờ báo “Bulletin du Comité Republicain radical et radical soialiste de Cochinchine”. Họ là nhóm người Pháp cấp tiến theo lý tưởng cộng hòa và xã hội. Chiến dịch chống độc quyền của Candelier-Homberg kết hợp bốn nhóm lợi ích khác nhau. Phía Pháp có hai nhóm: các thương kỹ nghệ gia tranh nhau; và nhóm đối lập chính trị với chính quyền, nhất là các luật sư và hội viên của nhóm Xã hội cánh tả hay Cộng hòa Sài Gòn, chống lại chính sách thiên vị đặc quyền và các phương pháp cai trị cứng rắn của Cognacq, và cũng nhân dịp này dùng chiến dịch để có thể chiếm được các ghế trong Hội đồng quản hạt và Hội đồng thành phố Sài Gòn.
Về phía người Việt là những người yêu nước thế hệ đầu, bất bạo động và đối lập xây dựng cải tiến chế độ thực dân. Họ phát khởi chiến dịch để tranh đấu cho quyền con người và xã hội, đặc biệt là thúc đẩy Pháp hoàn thành các lời hứa trong thế chiến thứ nhất là cho người Việt có nhiều trách nhiệm hơn trong điều hành trong chính quyền liên quan đến quyền lợi người bản xứ. Và cuối cùng là phía người Hoa gồm cộng đồng thương gia và Quốc Dân đảng đại diện cho Trung Quốc đã dùng chiến dịch chống độc quyền Homberg-Candelier cho mục đích thương mại và chính trị riêng của họ.
Chiến dịch được khởi đầu khi tất cả các đại diện chính của đảng Lập hiến được mời đến dự một bữa tiệc ở Chợ Lớn. Tại đây nghiệp đoàn buôn bán lúa gạo không chính thức ở Nam Kỳ và một ủy ban của những thương gia lúa gạo và mễ cốc (Comité des Céréales) thuộc Phòng thương mại Trung Quốc (Chinese Chamber of Commerce) có liên quan tới nhà tư sản mại bản Hà Khải Phúc tại Hồng Kông, hứa sẽ tài trợ tài chính cho chiến dịch. Khi chiến dịch vận động chống Candelier xảy ra. Phòng Thương mại Trung Quốc không ra mặt, đứng sau nhưng đã bỏ ra một số tiền lớn 80.000 đồng Đông Dương để gửi cho luật sư tiến bộ người Pháp và người tranh đấu cho nhân quyền, ông Paul Monin, đi sang Paris để tiếp xúc với các chính trị gia ở chính quốc và tranh đấu hủy bỏ sắc luật của Cognacq. Hội viên của Phòng thương mại cũng đã bỏ ra 20.000 đồng Đông Dương trợ cấp cho các tờ báo của người Việt Nam để tiếp tục đấu tranh.
Trong cuộc vận động chống sắc luật cho nhóm Homberg-Candelier độc quyền, ngày 11 tháng 12 năm 1923, Sài Gòn chứng kiến một buổi mít-tinh chính trị công khai đầu tiên khi 380 người Pháp và Việt gặp gỡ để thiết lập một Ủy ban để phối hợp cuộc tranh đấu, dưới sự lãnh đạo của ba luật sư người Pháp (Monin, Dubreulin, và Bazié) và ông Nguyễn Phan Long. Sau cuộc hội thảo chính trị đầu tiên này là nhiều họp mặt kế tiếp và ngay cả các cuộc biểu tình trong nhiều tháng sau đó. Khi luật sư Monin trở về sau chuyến đi Paris thành công, 200 người, kể cả các học trò trung học và thư ký người Việt, biểu tình ở Sài Gòn, phản đối và la ó trước trụ sở của sở an ninh mật vụ, La Sûreté mà nhiều người rất thù ghét.
Đây là cuộc biểu tình chính trị đầu tiên được biết ở Sài Gòn, sau đó có nhiều phản đối, biểu tình và ngay cả kêu gọi đình công đã xảy ra. Điều này cho thấy chiến dịch Candelier, được hỗ trợ tài chính từ thương gia lúa gạo người Hoa, là chất xúc tác biến sự bất bình rất phổ thông lúc bấy giờ trong quần chúng về sự hạn chế trong cải tổ của chính quyền thuộc địa sau chiến tranh thế giới thứ nhất, và sự thất vọng vào sự thay đổi hòa bình, thành những hành động yêu nước ra mặt.
Sau cuộc vận động chống Candelier này, những người Việt Nam trẻ tiến bộ đã đi vào một hướng khác mà ít người Hoa muốn đi theo, bởi vì khi hoạt động ra mặt chống thực dân thì chính quyền Pháp sẽ bắt và đuổi họ dễ dàng ra khỏi xứ, vì họ là những người ngoại quốc. Tuy vậy không có nghĩa là họ hoàn toàn không hoạt động chính trị. Khi Pháp bắt đầu cởi mở ít đàn áp lại sau thế chiến thứ nhất, hoạt động chính trị của người Hoa lại bắt đầu, dưới sự hỗ trợ và khuyến khích của đại diện chính phủ Quốc Dân Đảng Trung Quốc ở khu vực Sài Gòn-Chợ Lớn.
Trong một cuộc đàn áp những nhà ái quốc Việt Nam ở Sài Gòn năm 1926, trong đó các ông Nguyễn An Ninh và ông Lâm Hiệp Châu bị bắt vào ngày 24 tháng 3 1926 (cùng ngày cụ Phan Chu Trinh mất ở khách sạn Chiêu Nam lầu, Sài Gòn), một số người Hoa hoạt động chính trị cũng bị bắt cùng lúc vì có liên hệ hỗ trợ lẫn nhau giữa họ và các nhà ái quốc Việt Nam. Nguyễn An Ninh vào tù nhưng bốn đảng viên Quốc Dân đảng người Hoa đã từng hoạt động với luật sư Monin trong chiến dịch Candelier bị trục xuất ra khỏi Đông Dương, một người không bị trục xuất là vì có gốc Minh Hương.
Cùng ngày 4 tháng 4 1926, ngày đám tang lớn nhất Sài Gòn tiễn cụ Phan Chu Trinh thì cũng là ngày bốn người Hoa bị trục xuất cũng được cộng đồng người Hoa ra tiễn đưa long trọng ở trước trụ sở Messageries Maritimes (bến Nhà Rồng). Hơn một ngàn người Hoa có mặt trong đó có đại diện của nhiều công đoàn (thợ mộc, thợ máy, nhân viên nhà hàng, người giúp việc nhà, nghệ sĩ ca hát, cu li và thư ký thương mại) và một đoàn đại biểu học sinh người Hoa, cả trai lẫn gái.
Ngày 4 tháng 4 năm 1926, khi cả Sài Gòn tê liệt, công chức người Việt tự nghỉ làm, cửa tiệm hàng quán tự đóng cửa để tỏ thương tiếc và nhiều người đi tiễn nhà chí sĩ Phan Châu Trinh, ngày mà báo chí Pháp ngữ ở Sài Gòn gọi là ngày người Việt nam thức tỉnh thì ở Chợ Lớn hầu như cũng đóng cửa, mọi giới xôn xao đi tiễn bốn nhà hoạt động chính trị người Hoa bị Pháp trục xuất ở bến Nhà Rồng. Đây là cuộc biểu tình chính trị đầu tiên của người Hoa ở Nam Kỳ. Như vậy cuộc tranh đấu lúa gạo qua sự kiện Candelier đã nối kết sự liên hệ cách mạng chính trị đầu tiên giữa người Việt và người Hoa ở Sài Gòn-Chợ Lớn.
Thị trường chính xuất khẩu gạo từ Sài Gòn-Chợ Lớn theo thứ tự (1913-1923) là Pháp, Trung Quốc, Hồng Kông, Indonesia (Hà Lan), Mã Lai, Singapore (Strait Settlements), Nhật, Châu Âu, Mỹ. Hệ quả ở các năm sau của sự khủng hoảng kinh tế (1929) là nhiều thương gia người Hoa buôn bán lúa gạo và chủ nhà máy bị phá sản và sau thập niên 1930, vị trí người Hoa trên thị trường kinh tế lúa gạo không còn hoàn toàn chi phối như trước nữa.

## Hoa kiều ngày nay
Ngày nay người gốc Hoa chỉ chiếm chưa đến 10% dân số ở Thành phố Hồ Chí Minh, nhưng các hoạt động kinh tế chiếm 30% số doanh nghiệp (của 23.000 người gốc Hoa) đăng ký kinh doanh. Cộng đồng người Hoa tham gia hoạt động chủ yếu tập trung vào các lĩnh vực bán buôn, sản xuất hàng tiêu dùng quy mô vừa và nhỏ, chiếm lĩnh một số lĩnh vực bán sỉ quan trọng như hàng kim khí, điện máy, vàng, vải... Một số doanh nghiệp do người Hoa nổi tiếng có thể kể đến như: Biti's, bút bi Thiên Long, Ngân hàng thương mại cổ phần Sài Gòn Thương Tín, Công ty cổ phần Mondelez Kinh Đô,...
Đây cũng là cầu nối quan trọng cho quan hệ kinh tế, thương mại, đầu tư của các quốc gia có người Hoa sinh sống như: Trung Quốc, Đài Loan, Hồng Kông, Singapore (nơi người gốc Hoa chiếm gần 70% tổng dân số), Malaysia (người gốc Hoa chiếm hơn 1/3 cơ cấu dân số ở đây và đồng thời nắm những lĩnh vực kinh tế then chốt của nước này), Thái Lan (người gốc Hoa chiếm 14% dân số). Vai trò và ảnh hưởng của người Hoa dần được khẳng định khi chính quyền thành phố đã cho tổ chức Ngày hội văn hóa của người Hoa đầu năm 2007.

## Cơ cấu dân số và ngôn ngữ
Hoa kiều tại Thành phố Hồ Chí Minh chủ yếu là người Quảng Đông, người Triều Châu, người Phúc Kiến, người Khách Gia và người Hải Nam. Ngôn ngữ chủ yếu là tiếng Quảng Đông. Dù định cư đã qua nhiều đời, Hoa kiều vẫn gìn giữ được bản sắc văn hóa của dân tộc mình, vẫn giữ được các phong tục tập quán truyền thống và vẫn sử dụng tiếng Hoa làm ngôn ngữ chính thức trong các giao dịch nội bộ.